# Hermann Gauss (Philosoph)
Hermann Gauss (* 4. Mai 1902 in Liestal, Kanton Basel-Landschaft; † 29. Juni 1966 in Neuenburg) war ein Schweizer Philosoph.

## Leben
Hermann Gauss wurde geboren als Sohn des Pfarrers Karl Gauss und war der Bruder von Julia Gauss. Er studierte Philosophie an der Universität Basel und wurde 1928 promoviert. 1929 wurde er ebendort habilitiert. 1947 wurde Gauss zum ausserordentlichen Professor an der Universität Basel berufen. Ab 1949 war er ordentlicher Professor für Philosophie an der Universität Bern.
Sein Archiv befindet sich im Schweizerischen Literaturarchiv in Bern.